# 博南孔特尔 (科多尔省)
博南孔特尔（法語：Bonnencontre，法語發音：[bɔnɑ̃kɔ̃tʁ]）是法国科多尔省的一个市镇，位于该省东南部，属于博讷区和索恩河岸市镇公共社区。

## 地理
博南孔特尔（47°5'1"N, 5°8'51"E）面积10.83 平方千米，位于法国勃艮第-弗朗什-孔泰大區科多尔省，该省份为法国中东部省份，北起奥布省，西接涅夫勒省和约讷省，南至索恩-卢瓦尔省，东南接汝拉省，东临上索恩省，东北部与上马恩省接壤。
与博南孔特尔接壤的市镇（或旧市镇、城区）包括：圣尼古拉莱西托、帕尼城、勒沙特莱、布鲁万、索恩河畔沙雷、埃巴尔。
博南孔特尔的时区为UTC+01:00、UTC+02:00（夏令时）。

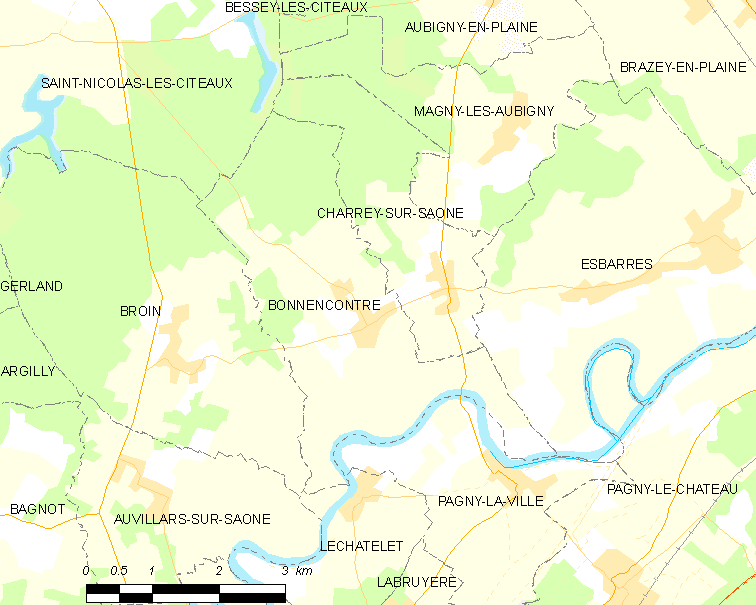
博南孔特尔的OSM定位图

## 行政
博南孔特尔的邮政编码为21250，INSEE市镇编码为21089。

## 政治
博南孔特尔所属的省级选区为布拉泽昂普莱讷县。

## 交通
科多尔省省道D12A线和D20线经过在博南孔特尔境内交汇。

## 人口

1962-2008年间博南孔特尔人口变化图示

博南孔特尔于2022年1月1日时的人口数量为441人。